# Reaktorji V+ generacije
Reaktorji V+ generacije so dizajni jedrskih reaktorjev, ki so teoretično možni z napredkom tehnologije, vendar se jih trenutno ne raziskuje predvsem zaradi cene, praktičnosti in varnosti.
- Reaktorji s tekočim jedrom: reaktor z zaprtim krogom, v katerih je cepilni material v tekoči obliki oziroma soluciji. Hladilni plin se črpa skozi hladilne luknje v spodnji del tlačne posode .
- Reaktor s plinskim jedrom: reaktor z zaprtim krogom, v katerem je gorivo plin uranov heksafluorid. Delovni plin, kot je vodik bi krožil v reaktorski posodi in bi absorbiral UV svetlobo iz reakcije. Reaktorska posoda bi bila zelo majhna, energetska gostota moči bi bila zelo velika in bi najverjetneje proizvedla prevelike tokov nevtronov. Zato bi bili potrebni posebni materiali.
- Reaktor s plinskim jedrom EM: podoben zgornjemu, vendar s fotovoltaičnimi pretvorniki, ki bi spremenili UV svetlobo direktno v električno energije.[1]
- Fisijsko fragmentni reaktor
- Hibridni fuzijski/fisijski  reaktor: bi uporabljal nevtrone iz fuzije (zlivanja) za fisijo potencialno cepilnega materiala kot je U238 ali Th232. Lahko pa bi transmutiral porabljeno jedrsko gorivo v manj radioaktivno